# أوبن فيلانتروبي
أوبن فيلانتروبي (بالإنجليزية:  Open Philanthropy)‏ وتعني (العمل الخيري المفتوح)، هي مؤسسة بحثية ومركز لتوزيع المنح تعتمد على مبادئ الإيثار الفعال. تم تأسيسها كشراكة بين غيف ويل و Good Ventures . رئيسها التنفيذي الحالي هو ألكسندر بيرغر، ومموليها الرئيسيين هما كاري تونا ودستن موسكوفيتز . يقول موسكوفيتز إن ثروتهم، التي تبلغ قيمتها 16 مليار دولار، "تنتمي إلى العالم. ونحن نعتزم ألا نمتلك الكثير منها عندما نموت".  

## تاريخ

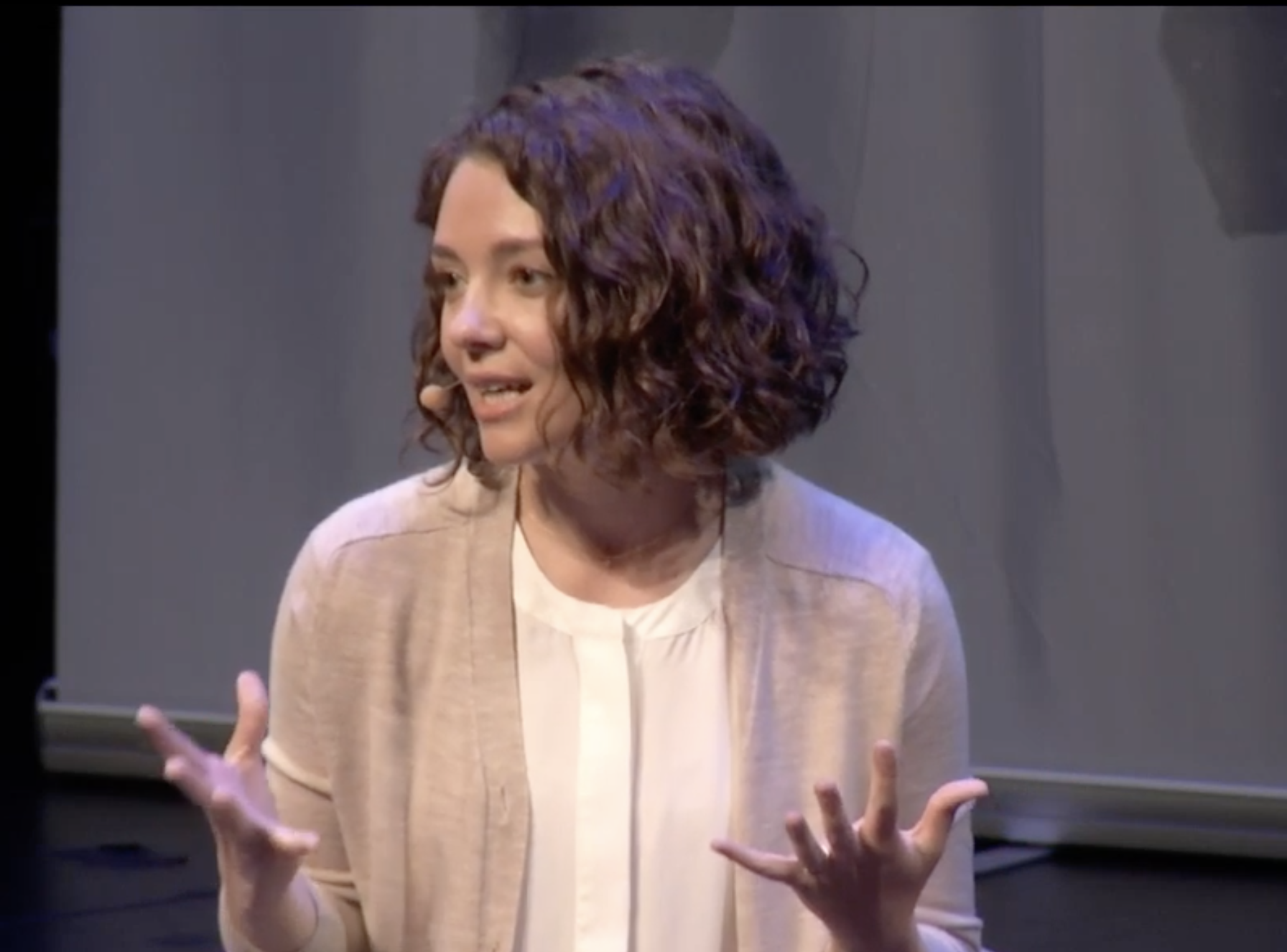
كاري تونا تتحدث في مؤتمر EA Global 2016 في محادثتها المباشرة حول كيفية تحسين العمل الخيري

شارك داستن موسكوفيتز في تأسيس شركة فيسبوك ثم شركة أسانا لاحقًا، وأصبح مليارديرًا في هذه العملية.  لقد استوحى هو وزوجته تونا من كتاب " الحياة التي يمكنك إنقاذها" للكاتب بيتر سينجر، وأصبحا أصغر زوجين يوقعان على تعهد العطاء الذي وضعه بيل جيتس ووارن بافيت، ووعدا بالتبرع بمعظم أموالهما.  
تركت تونا وظيفتها كصحفية في صحيفة وول ستريت جورنال  للتركيز على العمل الخيري بدوام كامل،  وبدأ الزوجان في عام 2011 مؤسسة Good Ventures . أقامت المنظمة شراكة مع مؤسسة غيف ويل، وهي مؤسسة خيرية متخصصة في تقييم الأعمال الخيرية أسسها كلاً من هولدن كارنوفسكي وإيلي هاسنفيلد .  أطلقت هذه الشراكة على نفسها اسم أوبن فيلانتروبي أو بمعنى "مشروع العمل الخيري المفتوح" في عام 2014، وبدأت العمل بشكل مستقل في عام 2017.   تحتفظ Good Ventures بالأموال وتوزعها وفقًا لتوصيات أوبن فيلانتروبي.  منذ بداية عام 2024، قدمت مؤسسة أوبن فيلانبروبي 3.2 مليار دولار في شكل منح عامة من خلال هذه العملية. 

## مجالات التركيز
تركز مؤسسة أوبن فيلانتروبي على مجالات مقسمة عبر محفظتين: الصحة العالمية والرفاهية والمخاطر الكارثية العالمية. هناك بعض المجالات التي تقع خارج هاتين المحفظتين. 

### الصحة والرفاهية العالمية

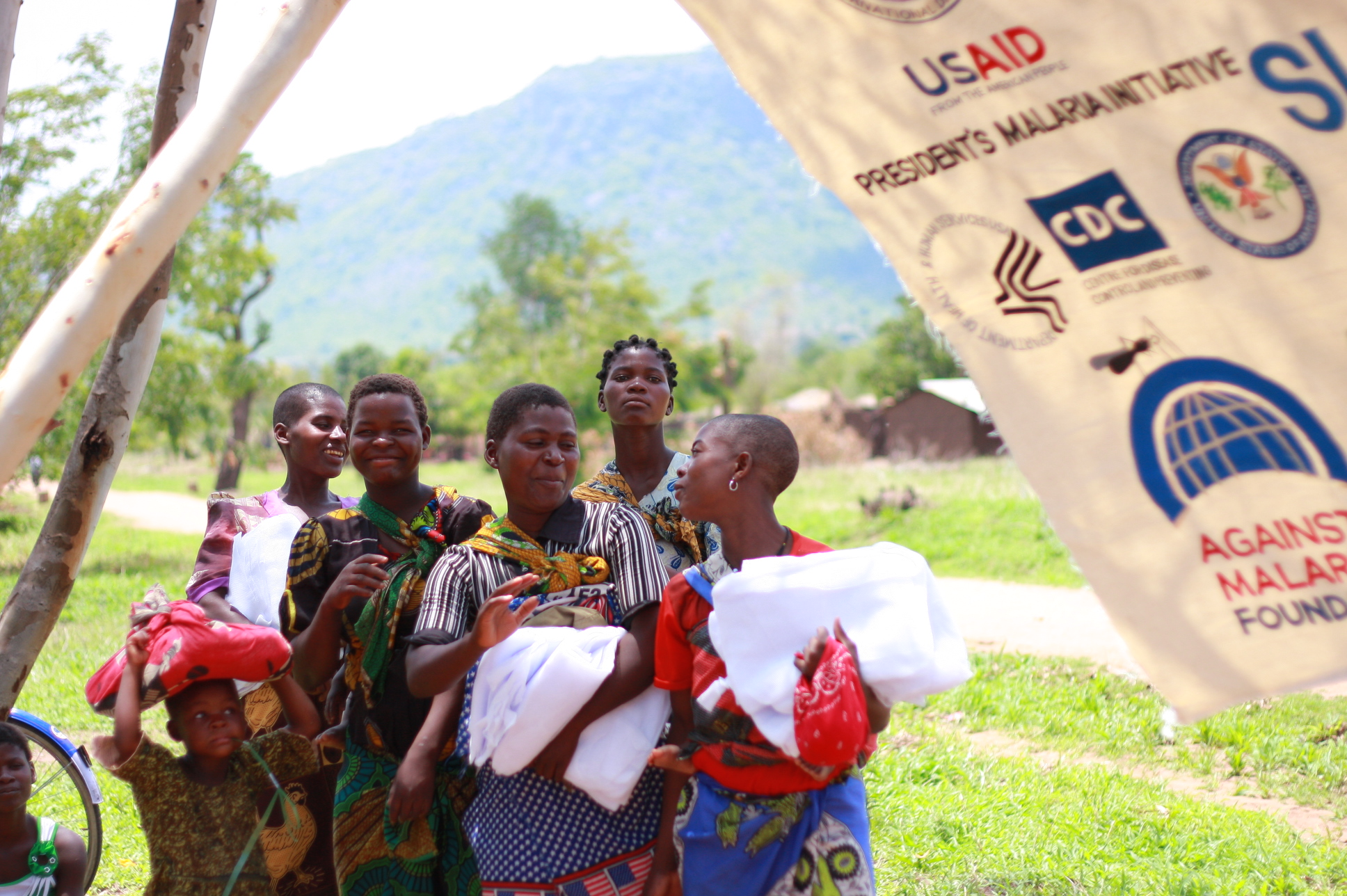
نساء وأطفال يحصلون على ناموسيات مضادة للملاريا في ملاوي. تم توفير الناموسيات من قبل مؤسسة مكافحة الملاريا وتم توزيعها من قبل المنظمات المحلية.

#### نماذج المنح
تشمل المنح في مجالات التركيز السابقة ما يلي:
- 50 مليون دولار أمريكي لمؤسسة Just Impact Advisors، لتقديم المشورة للمحسنين وتقديم المنح المتعلقة بالعدالة الجنائية. [12]
- 335000 دولار أمريكي لمشروع التشغيل الكامل في مركز الميزانية وأولويات السياسة . [13]
- 3 ملايين دولار أمريكي لمشروع أداء السلامة العامة التابع لمؤسسة بيو الخيرية ، بهدف "تقليل الإنفاق على السجون والإصلاحيات مع الحفاظ على السلامة العامة أو تحسينها وتركيز أسرّة السجون على مرتكبي الجرائم الخطيرة" على مستوى الولاية. [6]

## روابط خارجية
- الموقع الرسمي